# ولنتاین بوشر
ولنتاین بوشر (انگلیسی: Valentine Boucher؛ ۱۴ فوریه ۱۹۰۴ – ۱ آوریل ۱۹۶۱ (۵۷ ساله)) فرد نظامی اهل بریتانیا بود. همچنین برندهٔ جوایزی همچون نشان گرمابه و نشان امپراتوری بریتانیا شده‌است.